# Utbud och efterfrågan
Utbud och efterfrågan, även kallat tillgång och efterfrågan, är två grundläggande begrepp inom ekonomisk teori. Begreppen behandlar förhållandet mellan priset på en vara och den kvantitet som köpare och säljare av varan är villiga att handla med på en marknad.

## Teoretiska utgångspunkter

### Tillgång och efterfrågan

Priset (P) på en produkt (Q) bestäms av jämvikten mellan utbudet (S) och efterfrågan (D). Jämvikt (equilibrium) uppstår där priset per producerad enhet (utbudet) överensstämmer med konsumentens betalningsvilja (efterfrågan).

Tillgång och efterfråga är begrepp som ekonomer använder för att beskriva hur en marknad fungerar. På marknaden möts köparna (efterfrågan) och säljarna (utbudet) som genom interaktionen med varandra bestämmer hur mycket som produceras av en vara och till vilket pris denna vara säljs.
Marknader kan se väldigt olika ut: de kan vara väldigt organiserade som t.ex. marknaden för jordbruksprodukter där köpare och säljare möts vid en viss tidpunkt och plats, men marknader är ofta mycket mer oorganiserade som t.ex. vid försäljning av glass där varje glasskiosk erbjuder glassen till ett visst pris och där varje köpare bestämmer vid vilken kiosk denne vill köpa sin glass. Trots att inte alla köpare och säljare möts bildar de en marknad eftersom varje köpare vet att det finns flera kiosker som säljer glass och varje säljare vet att hans eller hennes glass liknar den glass de andra kioskerna säljer.
Vid den kombination av pris och kvantitet är lika för utbud och efterfrågan finns marknadsjämvikten. Marknadsjämvikt bör dock ses som en teoretisk situation eftersom det ofta är fler faktorer än priset som styr konsumtions- och produktionsmönster. Detta innebär att jämviktspriser ofta är instabila.

### Antaganden om perfekt konkurrens
När man använder modellen om tillgång och efterfråga utgår man ifrån en marknad i perfekt konkurrens. Detta innebär bland annat att man antar att de varor som bjuds ut produceras av flera olika producenter är likartade (homogena). Teorin om perfekt konkurrens utgår också från att köpare och säljare är så många att ingen enskild aktör kan påverka priset på marknaden.

### Antaganden om rationella val
När nationalekonomer betraktar människors agerande på en marknad så utgår de från att de beter sig rationellt, dvs. att både konsumenter och företag hela tiden räknar ut vad varje agerande kostar och vad man får för det, det vill säga man väger nytta mot kostnad. Nationalekonomer utgår från att människan kan väga kostnader mot nytta och utifrån det väljer att maximera nyttan av sina resurser. Således förutsätts att köparen har goda kunskaper om de alternativ som erbjuds och att hon har tillgång till tillräcklig information för att kunna fatta rationella beslut.

## Marknadens funktionssätt

### Efterfrågan
Den efterfrågade mängden är mängden varor eller tjänster som köpare vill och kan köpa. Priset spelar här en avgörande roll för köparnas beteende. Stiger priset för en kula glass lär efterfrågan på glass minska och vice versa lär efterfrågan stiga om priset går ner. Man uttrycker det som att priset har en negativ relation till den efterfrågade mängden. Ekonomer brukar säga att detta samband gäller om allt annat är lika, dvs. att sambandet gäller om alla andra faktorer som kan påverka köparnas beteende hålls konstant.
 

I vissa situationer kan konsumenterna bryta mot sambandet mellan efterfråga och pris och kan tvärtom köpa mer av en vara när den ökar i pris. En sådan vara kallas för inferiös vara eller Giffenvara (så kallad efter ekonomen Robert Giffen som var först med att observera fenomenet). Ekonomer är oense om Giffenvaror finns i praktiken, men en del argumenterar att potatisar under Den stora svälten på Irland tillhörde denna kategori: när priset på potatisar steg reagerade människor genom att dra ner på köttkonsumtionen. Därmed ledde ett högre pris på potatisar till en högre efterfråga på potatisar.

Ökar t ex inkomsten förskjuts efterfrågekurvan utåt, från D1 till D2

### Förskjutning av efterfrågan
Hur mycket konsumenterna är beredda att betala för en vara eller tjänst beror på olika faktorer som kan förskjuta efterfrågekurvan antingen utåt eller inåt. En sådan faktor är inkomsten. Skulle konsumenterna få en löneförhöjning skulle deras samlade efterfrågan öka, efterfrågekurvan skulle förskjutas utåt. Tvärtom skulle efterfrågekurvan förskjutas inåt om t.ex. arbetslösheten skulle öka.
En annan faktor är priset på liknande varor. Skulle priset på exempelvis fryst yoghurt ändras skulle det antagligen påverka efterfrågan på glass eftersom fryst yoghurt och glass är två produkter som är ganska lika varandra och som därmed är utbytbara (den typen av varor kallas för substitutvaror). Stiger t.ex. priset på fryst yoghurt skulle det minska efterfrågan på fryst yoghurt vilket skulle kunna leda till en ökad efterfråga på glass (efterfrågekurvan skulle förskjutas utåt). Det finns även varor som används tillsammans, dessa varor kallas för komplementvaror, t.ex. bensin och bilar. Faller priset på bilar skulle efterfrågan på bilar öka, samtidigt som även efterfrågan på bensin skulle öka.

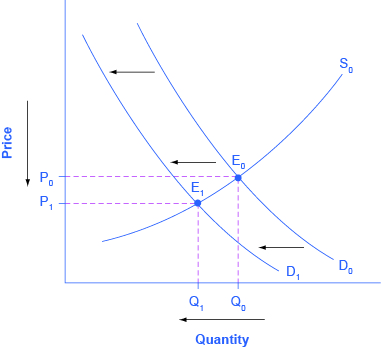
Ökar arbetslösheten så förskjuts efterfrågekurvan inåt, från D0 till D1

Likaså kan en förändring i konsumenternas smak eller andra preferenser påverka efterfrågekurvan.
En fjärde faktor som kan ändra efterfrågekurvans läge är förväntningar på framtiden. Om konsumenterna upplever en ökad risk att de kommer bli av med sina jobb nästa månad kommer de förmodligen köpa mindre nu, dvs. efterfrågekurvan förskjuts inåt. Om de å andra sidan ser en ökad risk för att priset på en vara kommer att stiga i framtiden kan de köpa mer nu och spara till framtida konsumtion.
En sista faktor som påverkar efterfrågekurvans position är antalet köpare på en marknad: ökar antalet köpare förskjuts kurvan utåt, minskar antalet köpare förskjuts den inåt.
Även förändringar i produktens eller tjänstens egenskaper eller attribut kan förändra efterfrågan. Till exempel kan förpackningsstorlekar leda till att människor efterfrågar mer eller mindre av en viss vara vid samma pris.

### Utbud
I en perfekt marknad kommer enligt nationalekonomisk teori utbudet att bestämmas av den aggregerade marginalkostnadsfunktionen för att producera den aktuella varan eller tjänsten.
Mängden utbjudna varor (utbud eller "tillgång") är enligt nationalekonomisk definition den totala kvantitet av en vara eller tjänst som alla säljare på en marknad bjuder ut till försäljning. Även här spelar priset en avgörande roll. Är priset på glass högt är det lönsamt att sälja glass och glassförsäljarna kommer att jobba övertid, skaffa nya maskiner, mm. för att producera så mycket glass som möjligt. Är priset lågt däremot är det mindre lönsamt att sälja glass, och det kommer följaktligen produceras mindre glass och vissa glasskiosker kanske till och med går i konkurs. Eftersom utbudet ökar när priset stiger och minskar när priset faller säger man att priset har en positiv relation till utbjudna mängden.

Om socker blir billigare flyttas utbudskurvan för glass från S1 till S2

### Förskjutning av utbudet
Utbudskurvan visar hur mycket företagen (producenterna) säljer till ett visst pris, förutsatt att alla andra faktorer som kan påverka försäljningen av en vara eller tjänst hålls konstant. Detta samband kan ändras, t.ex. om priset på socker, som är en insatsvara i produktionen av glass, faller blir det plötsligt mer lönsamt att producera glass, i modellen förflyttas utbudskurvan neråt (till höger), man säger att "utbudet ökar". Varje förändring som minskar den utbjudna mängden kallas för att "utbudet minskar".
En viktig faktor som påverkar försäljningen av en vara eller tjänst är vad det kostar att producera den. Ökar exempelvis priset på socker kommer det bli mindre lönsamt att sälja glass och därmed kommer utbudet på glass att minska.
En annan faktor som påverkar utbudet är teknologin, exempelvis när de mekaniska glassmaskinerna ersatte mänsklig arbetskraft blev det billigare att producera glass vilket i sin tur ökade utbudet på glass.
En tredje faktor som inverkar på den utbjudna mängden är förväntningar på framtiden. Förväntas priset på glass att öka i framtiden kan det leda till att företagen väntar med att sälja glassen de redan har producerat vilket leder till att utbudet minskar.
En fjärde faktor är antalet säljare. Om några glasskiosker slår igen kommer utbudet på glass att minska.

## Modellen och verkligheten

### Antaganden om rationella val i praktiken
Ekonomen Gregory Mankiw tillstår att människor inte hela tiden beter sig så som modellen förespråkar men menar att modeller överlag inte återspeglar verkligheten helt och hållet. Dock menar han att konsumenter ändå försöker att uppnå så hög tillfredsställelse som möjligt utifrån sina förutsättningar. Även ekonomen Klas Eklund är av åsikten att människor inte handlar så rationellt och nyttomaximerande som modellen postulerar men han menar att det dessa antaganden krävs för att kunna göra analyser med hjälp av modellen.
Dan Ariely, en representant för forskningsfältet beteendeekonomi (behavioural economics), intar en mer kritisk hållning till begreppet rationalitet och menar att  detta antagande är tilltalande i teorin, men att den inte har så mycket med verkligheten att göra. Ariely menar att människan i praktiken uppvisar irrationella beteenden som är systematiska och förutsägbara, vilket enligt honom går att visa i en rad experiment som han genomfört. Som ett praktiskt exempel på irrationella beteenden nämner han lånekrisen (finanskrisen) 2008 där människor hade svårt att överblicka riskerna med lånen de tog. Ariely anser att människor kognitivt sett mer liknar seriefiguren Homer Simpson än Stålmannen och menar att människor borde få hjälp med sina mentala tillkortakommanden.

### Antaganden om perfekt konkurrens i praktiken
En del marknader stämmer mindre överens med antaganden om perfekt konkurrens (se ovan). I vissa fall finns det exempelvis bara en säljare av en vara eller tjänst, i så fall pratar man om ett monopol där säljaren kan bestämma priset på varan eller tjänsten själv och där konsumenterna måste acceptera priset. En del marknader ligger någonstans mellan perfekt konkurrens och monopol, på dessa marknader råder oligopol. Här finns det ett fåtal företag som inte alltid konkurrerar så mycket med varandra.
Ytterligare en situation där konkurrensen fungerar sämre är när det råder monopolistisk konkurrens. På dessa marknader kan varorna anses vara likartade men ändå så uppfattas de som olika av konsumenterna. Ett exempel på detta är marknaden för tidskrifter. Fastän alla tidskrifter kan ses vara samma vara så skiljer de sig åt när det gäller layout, innehåll, mm.